# 3760 Poutanen
A 3760 Poutanen (ideiglenes jelöléssel 1984 AQ) a Naprendszer kisbolygóövében található aszteroida. Edward L. G. Bowell fedezte fel 1984. január 8-án.